# Le Joujou du pauvre
Le Joujou du pauvre est l'une des pièces du recueil de poèmes en prose intitulé Le Spleen de Paris, écrit par Charles Baudelaire entre 1855 et 1864 et publié de façon posthume en 1869 deux ans après la mort du poète. Il met en scène deux enfants que tout oppose mais qui se rapprochent par le jeu. En effet l'enfant pauvre possède un rat qui attise la curiosité de l'enfant riche. Cette opposition est renforcée par le fait que l'enfant riche se situe dans le jardin d'un manoir alors que le pauvre se trouve sur la route. La limite physique entre les deux univers se trouve être la grille du manoir. La morale implicite fait de ce poème un véritable apologue.
Baudelaire dans « Le joujou du pauvre » montre, par une construction basée sur des contrastes, un monde clivé. D’un côté la richesse, de l’autre la pauvreté.
Seuls l’innocence des enfants et le regard de l’artiste peuvent dépasser ces différences sociales, car l’artiste voit le monde tel qu’il est et le montre dans sa beauté comme dans sa cruauté.